# Feodore van Saksen-Meiningen

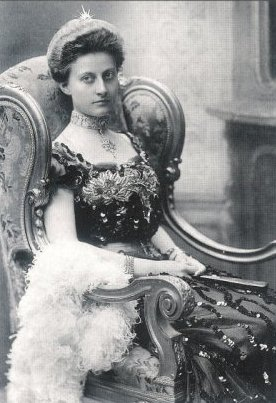
Feodore van Saksen-Meiningen

Feodore Victoria Auguste Marie Marianne van Saksen-Meiningen (Potsdam, 10 mei 1879 - Schmiedeberg, 26 augustus 1945) was het enige kind van Hertog Bernhard III van Saksen-Meiningen en Prinses  Charlotte van Pruisen en was dus, via haar moeder, een achterkleindochter van koningin Victoria. Ze was een kleindochter van de Duitse Keizer Frederik III Zij werd genoemd naar de stiefmoeder van haar vader, Feodore van Hohenlohe-Langenburg. Feodore werd geboren als Prinzessin von Sachsen-Meiningen.
Feodore had tijdens haar jeugd weinig tot nauwelijks contact met haar ouders. Ze werd voornamelijk opgevoed door kindermeisjes en hofdames. Feodores moeder, Charlotte van Pruisen, kleineerde haar dochter, en werd hierin veelal gesteund door haar man. Prins Hendrik van Pruisen (de broer van Charlotte) en zijn vrouw Irene van Hessen-Darmstadt hebben de wijze waarop Feodore werd behandeld vaak veroordeeld, maar hier trokken Feodores ouders zich nauwelijks iets van aan. Bernhard, en dan met name Charlotte, bespotten op hun beurt de vertroetelende wijze waarop de kinderen van Hendrik en Irene werden behandeld.  
Feodores ouders zijn ook nooit actief op zoek geweest naar een echtgenoot voor haar. Even leek er sprake te zijn van een huwelijk met prins Alfred van Edinburgh. Deze prins zou het hertogdom Saksen-Coburg en Gotha erven, en een verbintenis tussen beiden zou daarom om geopolitieke redenen niet slecht uitkomen. Het huwelijk zou niet doorgaan en prins Alfred overleed twee jaar later, onder nooit helemaal opgehelderde omstandigheden.
Uiteindelijk huwde Feodore in 1898 met prins Hendrik XXX (1864-1939), zoon van Hendrik IX van Reuss zu Köstritz en Anna van Zedlitz. Door haar huwelijk werd Feodore Prinzessin Reuss. Het paar kreeg geen kinderen, wat voor Feodore een groot verdriet was. Zij had wel graag kinderen gewild. Feodore leed haar leven lang aan verschillende ziektes, waaronder vermoedelijk ook de erfelijke ziekte Porfyrie. Mede door haar slechte jeugd, haar ouders die haar kleineerden en uiteindelijk in 1939 de dood van haar man leed Feodore aan zware depressies. In augustus 1945, nadat Duitsland de Tweede Wereldoorlog had verloren, pleegde Feodore zelfmoord. 